# 原田昇
原田 昇（はらた のぼる） は、日本の交通工学者。東京大学名誉教授。東京大学副学長や、八大学工学系連合会会長を務めた。

## 人物・経歴
1977年名古屋大学工学部建築学科卒業。1983年東京大学大学院博士課程修了、工学博士、日本学術振興会奨励研究員。1984年計量計画研究所[都市計画研究室研究員。1985年東京大学工学部助手。1992年東京大学工学部助教授。1994年東京大学大学院工学系研究科准教授、オックスフォード大学セント・アントニーズ・カレッジ客員研究員。1997年スイス連邦工科大学客員研究員、マサチューセッツ工科大学客員研究員。1999年東京大学大学院新領域創成科学研究科教授、運輸省運輸政策審議会総合部会委員。2004年交通工学研究会理事、都市計画学会理事。2005年東京大学大学院工学系研究科教授。2007年東京大学大学院工学系研究科都市工学専攻専攻長。2008年東京大学総長補佐。2010年東京大学大学院工学系研究[企画委員長、国土交通省社会資本整備審議会委員、国土交通省交通政策審議会委員。2012年東京大学大学院工学系研究科長・工学部長、日本交通政策研究会代表理事、八大学工学系連合会会長。2014年東京大学副学長・産学連携本部長、那覇市都市交通協議会座長。2015年東京大学工学系研究科都市工学専攻・都市持続再生学（まちづくり大学院）コース長。2017年仙台都市圏交通計画協議会顧問。2018年豊田都市交通研究所副理事長所長。2019年東京大学高齢社会総合研究機構長。2020年東京大学名誉教授、中央大学理工学部都市環境学科教授、国土交通省社会資本整備審議会臨時委員。